# 愚耶律魚
愚耶律魚（學名：Yuriria amatlana）為輻鰭魚綱鯉形目雅羅魚科的其中一種，被IUCN列為瀕危保育類動物，分布於中美洲墨西哥阿梅卡河流域，生活習性不明。